# Кульбаки (Курская область)
Кульба́ки — село в Глушковском районе Курской области, административный центр Кульбакинского сельсовета.

## География
Расположено на левом берегу реки Синяк в 14 км к юго-востоку от районного центра Глушково, в 110 км к юго-западу от Курска и в 36 км к северу от города Сумы. Село протянулось на север до реки Мужицы. С востока к селу примыкает деревня Новоивановка. Имеется крупный искусственный пруд в селе.
Ближайшая ж.-д. станция Глушково (на линии Льгов — Конотоп) находится в 5 км к северо-западу от села. Имеется тупиковая подъездная автодорога от села Глушково (через станцию).
Климат
Кульбаки, как и весь район, расположены в поясе умеренно континентального климата с тёплым летом и относительно тёплой зимой (Dfb в классификации Кёппена).
| Показатель                                                                       | Янв. | Фев. | Март | Апр. | Май  | Июнь | Июль | Авг. | Сен. | Окт. | Нояб. | Дек. | Год  |
| -------------------------------------------------------------------------------- | ---- | ---- | ---- | ---- | ---- | ---- | ---- | ---- | ---- | ---- | ----- | ---- | ---- |
| Средний суточный максимум, °C                                                    | −3,4 | −2,2 | 3,8  | 13,5 | 19,7 | 23   | 25,3 | 24,8 | 18,5 | 11   | 4     | −0,6 | 11,5 |
| Средняя температура, °C                                                          | −5,5 | −4,9 | 0    | 8,6  | 15   | 18,6 | 21   | 20,2 | 14,3 | 7,6  | 1,8   | −2,6 | 7,8  |
| Средний суточный минимум, °C                                                     | −8   | −8,1 | −4,1 | 3,1  | 9,3  | 13,2 | 15,9 | 15   | 10   | 4,2  | −0,5  | −4,8 | 3,8  |
| Норма осадков, мм                                                                | 50   | 43   | 48   | 48   | 62   | 69   | 77   | 50   | 56   | 54   | 47    | 48   | 652  |
| Источник: Погода по месяцам c ru.climate-data.org(дата обращения: Сентябрь 2021) |      |      |      |      |      |      |      |      |      |      |       |      |      |

Часовой пояс
Село Кульбаки, как и вся Курская область, находится в часовой зоне МСК (московское время). Смещение применяемого времени относительно UTC составляет +3:00.

## Население
| 2002 | 2010 |
| ---- | ---- |
| 878  | ↘766 |

## История
Деревня Кульбаки основана в 1680-х годах. Изначально входила в состав Белопольского уезда Харьковской губернии. В ходе расформирования Белгородской губернии, в период с 1775 по 1779 годы, образовалось Курское наместничество (преобразовано в Курскую губернию в 1797 году), в состав которого в 1779 году вошёл Путивльский уезд. Деревня была переподчинена и вошла в состав Путивльского уезда. В 1802 году деревня была присоединены к Рыльскому уезду Курской губернии и до 1918 года входила в его состав.
Существует легенда, что через эту местность проехал человек на лошади, а через некоторое время он вернулся и стал спрашивать у людей: «Не видели вы „Кульбачи“?» Люди не знали, что это такое, но когда он объяснил, что это уздечка от упряжки, народ быстро нашёл её и отдал этому человеку. Есть и другая версия легенды, что проезжал казак и потерял в этой местности кульбаки (старинное название задних седельных перемётных сум, по-польски кульбака означает седло).
В феврале 1705 года было начато строительство церкви, о чем написано в Приходной книге данных денег Патриаршего казенного приказа: «Церковь называлась Введение во храм Пресвятой Богородицы». Вот выдержки из этой книги: «А по скаске их, челобитчиков (деревни Кульбак черкес атамана Матвея Мерленка с товарищами) у той церкви будет двор попов, двор дьячков, да в приходе 10 дворов черкасских… Дани положено 12 алтын 3 деньги…»
В 1722 году была проведена перепись населения. Мы узнаем из этого документа, что селом Кульбаки владел И.Матвеевич Дубровский, и что Глушковская суконная фабрика принадлежала тоже ему.
Существует такая легенда о названии села: Очень давно, много-много лет тому назад, через село проезжал человек на коне, а через некоторое время он вернулся обратно и стал спрашивать у людей: «Не видели вы «Кульбачи»?»
Люди не знали, что это такое, но когда он объяснил, что это уздечка от упряжки, народ быстро нашел ее и отдал этому человеку.
Именно тогда и назвали село Кульбаками. А жизнь тем временем шла своим чередом. И уже через несколько десятков лет Кульбаки вошли в Рыльский уезд, образовалась Кульбакинская волость, в которую входили: Кульбаки, Мужица 1 и 2, Сергеевка, Ново-Ивановка, Троицкое и др.
На территории д. Мужица стал работать кабак, а в Кульбаках трактир.
К 1897г. в селе было около 5% грамотных людей.
Начинаются годы революций. Первая революция потерпела поражение. Но уже в 1917г. в октябре большевики одержали победу над царизмом. В начале апреля 1918 г. немецко-гайдамкские войска вероломно нарушив Брестский мир. Вторглись на территорию Курской области. Многочисленные отряды Красной Армии не могли противостоять им. В районе с. Коренево сформировался отряд партизан из 3000 человек, среди них были и наши односельчане. Большим уважением пользовались Ступин Сергей Павлович и Спичак Иван Филиппович. Старожилы села Стецовка помнят крестьянина из Рыльской волости, который с полным возом горшков ехал из Сум к партизанам. За них он заламывал такую цену, что никто не думал у него купить их. Ему и нужно было, чтобы никто не покупал их, ведь под ними находились боеприпасы для партизан. Люди вспоминали, что в ноябре 1918г. Спичака искали везде, а тут он сам приехал в село навестить родственников, товарищей... Потом скрылся на несколько дней и стал пробиваться к партизанам. Но была погоня, он хотел пробраться на Ново-Ивановку, а впереди река. Он стал снимать сапоги и тут его подстерегла пуля… Хоронить Ивана Спичака сначала не разрешали, но потом дали согласие. Провожали партизана в последний путь всем селом. В конце ноября 1918г. началось изгнание оккупантов, а в конце декабря губерния была полностью освобождена. В 1929г. в Кульбаках образовался первый колхоз. Впервые за трехсотлетнюю истории села, люди совместно вышли работать в поле. За этот год образовались 6 колхозов - Новое земледелие, Третий Интернационал, Новый быт, Красный Путиловец, Вторая Пятилетка, Красный Октябрь. В 1937г. в Кульбаках было построено первое в районе типовое здание средней школы. 
В 1950г. на собрании решили образовать один крупный колхоз-колхоз имени Ленина. Улучшилось положение каждого колхозника. За 1961-1979г.г. на территории колхоза были построены средняя школа на 640 мест, 3 клуба, 2 библиотеки, бетонный ток, магазины. В 1997 г. прошло собрание, где решилась судьба колхоза имени Ленина. Его переименовали в ДСО «Кульбаки». После реорганизации появилось ООО "Авангард".

## Инфраструктура
Личное подсобное хозяйство. В селе 354 дома.